# Henges von Wyke Down

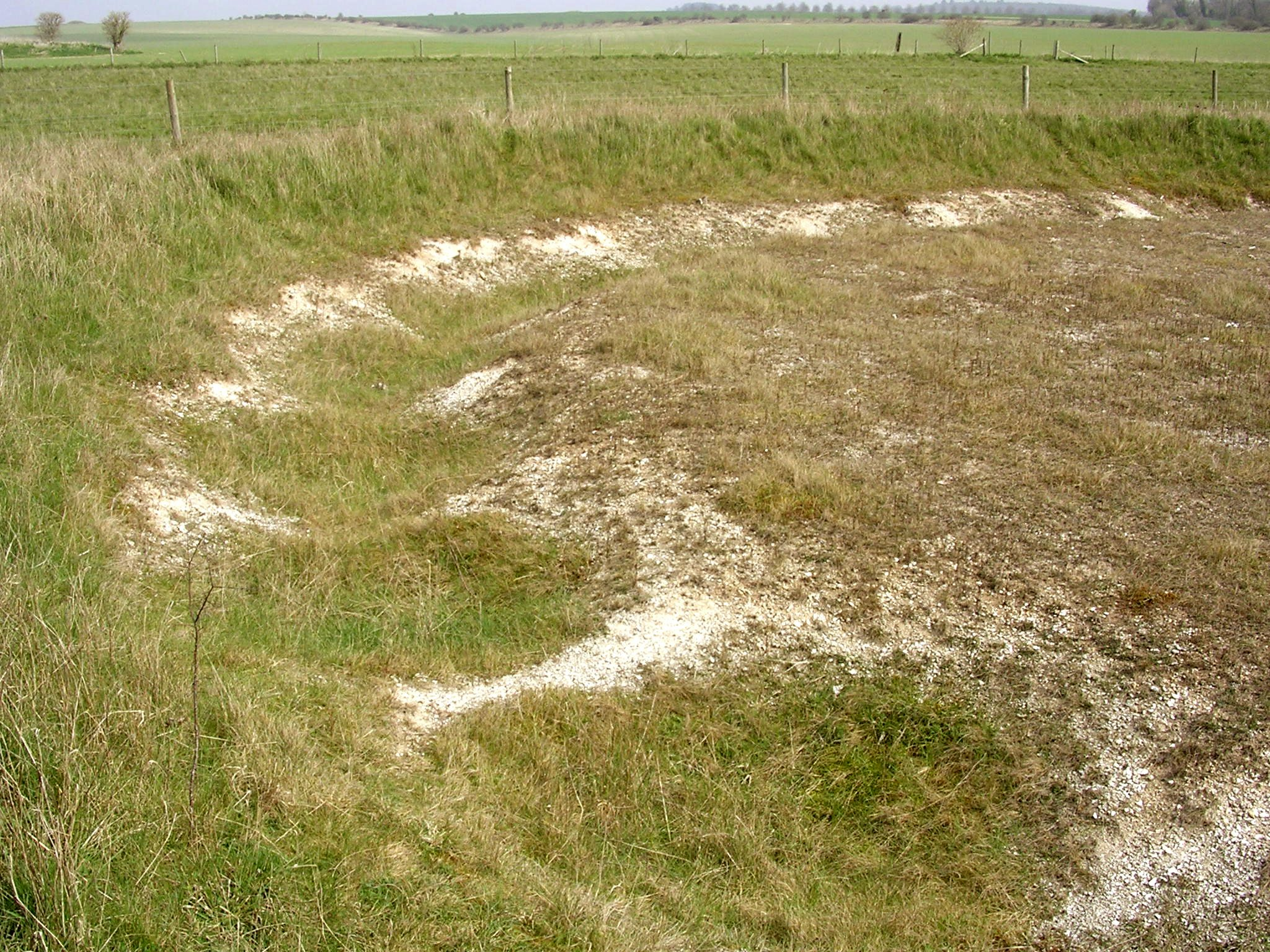
Wyke Down 1

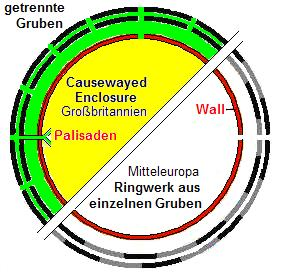
Vergleich kontinentaler mit britischen Kreisgräben

Die Henges von Wyke Down liegen südlich der A354 (Straße) auf dem Kreideplateau Cranborne Chase südwestlich von Salisbury in England.
Die Henges Wyke Down 1 (WD1) und Wyke Down 2 (WD2) sind Causewayed Enclosures und wurden auf Luftbildern entdeckt. Sie waren jedoch aus der Luft nicht sofort als solche erkennbar, somit ist es denkbar, dass diese Denkmalart in der Region verbreiteter ist als angenommen. Die geophysikalische Untersuchung von sechs Grabhügeln der Wyke Down-Gruppe zeigten, dass die Hälfte Grubenwerke (unterbrochene Gräben) besitzen, was auf neolithischen Ursprung deutet. Die Henges bilden zwei Gruppen: diejenigen bei Knowlton und diejenigen mit Cursus. Die kleinen eng benachbarten Henges WD1 und WD2 wurden 1983-4 und 1996 ausgegraben.

## Wyke Down 1 (WD1)
WD1 ist ein Ring von 20 m Durchmesser, der aus eng benachbarten, durch schmale Stege getrennten Gruben besteht, die aus dem Kreideuntergrund herausgepickt wurden. Die drei Meter breite Lücke des Zugangs zum Innenraum zeigt nach Süden. Die schmalen Dämme sind etwas erodiert, so entsteht der Eindruck eines Ringgrabens, der durch den einzigen Zugang unterbrochen ist. Die ovalen Gruben haben eine Tiefe von 1,35–2,0 m und sind etwa zwei Meter lang, mit Ausnahme der westlichen Grube, die doppelt so groß ist. Das ausgepickte Material wurde dazu verwandt einen äußeren Wall zu errichten, von dem sich aber kaum Spuren erhalten haben. Nach Fertigstellung wurde eine Reihe von Objekten in die Gruben verbracht. Dazu gehören die Geweihsprossen eines Rothirsches, tierische Knochen, Feuerstein und bearbeitete Kreidestücke.
Die Gruben wurden dann im Verlauf von fünf Jahren zur Hälfte mit Kreideschutt gefüllt. Während dieser Zeit wurden kleine Gruben in die Füllschichten gegraben, in die eine Reihe ritueller Objekte gelangten. Diese unterschieden sich deutlich von denen auf der unteren Ebene. Sie enthielten viel Keramik vom Typ Grooved Ware und kleine Mengen menschlicher Knochen. Auch die obere Einlagerungen wurden schließlich abgedeckt und eine tonige Schlickschicht gelangte in die Gruben, in der sich zerscherbte Late-Style Beaker Keramik und Stücke von Kragenurnen (englisch Collared Urns) fanden.
Diese Scherben, die auch in WD2 und in einer Grube im Zentrum von WD1 gefunden wurden, zeigen eine späte Nutzung an, die auf etwa 3460 v. Chr. datiert werden konnte. Diese Aktivitäten fanden vermutlich statt, während das nahe gelegene Henge WD2 im Bau war. Der Großteil der Funde aus WD1 konzentriert sich im Bereich des Zugangs. Dazu zählen Scherben von Grooved Ware, Gefäße und eine querschneidige Pfeilspitze in den Gruben beiderseits des Zugangs. Das Fragment einer innendekorierten Schüssel und eine kleine Steinaxt aus der Gruppe VIII aus Südwales lagen in der westlichen Grube. Einige bedeutende Funde aus Gruben an der Rückseite legen nahe, dass die Achse des Denkmals sorgfältig markiert wurde.

## Wyke Down 2 (WD2)
WD2 hat nur 12 m Durchmesser und ist aus zwei Segmenten errichtet worden – einer halbrunden West- und einer bananenförmigen Ostseite. Wo sich die beiden am nördlichen Ende treffen ist ein sehr schmaler verwitterter Steg vorhanden. Am südlichen Ende liegt der zwei Meter breiten Damm des Zugangs. Auch WD2 besteht aus einer Aneinanderreihung ovaler Gruben. 10 liegen auf dem vollständig ausgegrabenen Halbkreis der Westseite. Die Gruben haben eine Tiefe von maximal 1,75 m. Im Gegensatz zu WD1 haben die Stege nur auf den Grabensohlen bis zu einer maximalen Höhe von 56 cm überlebt. Das deutet darauf hin, dass sie die Gruben nicht in voller Höhe trennten.
Wie bei WD1 beherbergte die südwestliche Grube ein spezielles Depot, bestehend aus einer organischen Ablagerung, auf der Basis eines im Wesentlichen vollständigen Gefäßes des Typs Grooved Ware von außergewöhnlicher Form. Dekorative Motive aller drei Sorten von Grooved Ware und eine zusätzlich von außen verzierte Basis wurden ebenso gefunden wie kleine Perlenkugeln, die in Abständen auf den Rand aufgetragen waren. An der Innenfläche klebten karbonisierte Speisereste. Auf dem Boden der nordwestlichen Grube fanden sich Scherben von Peterborough Ware (eine ungewöhnliche Kombination mit gerillter Ware). An der Basis einer anderen Grube lag eine kleine Kreidekugel.
2000 wurde bei Wyke down eine weitere Entdeckung gemacht. Zwei große Steine wurden im vier Kilometer entfernten südlichen Henge von Knowlton, in Dorset ausgepflügt. Die Steine stammen aus dem Wall des Henges. Ein Stein zeigt Petroglyphen nach Art eines Sonnensteins. Die Steine scheinen eisenreiche Sarsensteine zu sein, die einige Kilometer entfernt am Rand tertiärer Ablagerungen gefunden werden. Der verzierte Stein ist rechteckig, etwa 105 cm lang, 60 cm breit und 18 cm dick, und hat im Zentrum ein Design aus vier konzentrischen Ringen. Es erinnert an konzentrische Kreise, die auf Grooved Ware vorkommen. Das ziemlich seltene Motiv ist auf mindestens vier Behältern vom Henge WD1 und in zwei Pfostenlöchern und einer Grube außerhalb des Henges WD2 gefunden worden.